# 마누엘 라쿤자
마누엘 라쿤자(Manuel De Lacunza), S.J. (1731년 7월 19일 – 1801년 6월 18일)는 성경예언해석에 대한 그의 주요 작품인 "위엄과 영광 속에 메시야의 오심"(The Coming of the Messiah in Majesty and Glory)이라는 책에서 요안 요사파트 벤 에즈라(Juan Josafat Ben-Ezra)라는 필명을 사용한 예수회 사제였다.